# Mistrovství Evropy v krasobruslení 2013
Mistrovství Evropy v krasobruslení 2013 hostilo chorvatské hlavní město Záhřeb v období od 23. do 27. ledna. Soutěže 105. ročníku šampionátu proběhly v aréně Dom Sportova ve čtyřech kategoriích – muži, ženy, sportovní dvojice a taneční páry. Mimoevropští krasobruslaři se zúčastnili mistrovství čtyř kontinentů.
Chorvatsko od získání nezávislosti roku 1991 pořádalo mistrovství Evropy podruhé. Předchozí šampionát proběhl ve stejné záhřebské hale v roce 2008.

## Kvalifikační kritéria
Šampionátu se mohli zúčastnit krasobruslaři registrovaní v evropských národních svazech, kteří k 1. červenci 2012 dovršili minimální hranici 15 let věku. Další podmínkou kvalifikace bylo překročení minimální hodnoty v technických elementech (technical elements score; TES) na mezinárodní soutěži v průběhu aktuální či předchozí sezóny. Minimální hranice technických elementů v jednotlivých disciplínách je uvedena v tabulce:
|                          | Minimální TES programu | Minimální TES programu | Minimální TES programu | Minimální TES programu |
| Soutěž                   | krátký program         | volná jízda            |                        |                        |
| Muži                     | 25                     | 45                     |                        |                        |
| Ženy                     | 20                     | 36                     |                        |                        |
| Sportovní dvojice        | 20                     | 36                     |                        |                        |
| Taneční páry             | 18                     | 28                     |                        |                        |
| ------------------------ | ---------------------- | ---------------------- | ---------------------- | ---------------------- |
| TES – technické elementy |                        |                        |                        |                        |

### Právo na více závodníků
O počtu účastníku z jednotlivých států rozhodlo umístění na předešlém mistrovství Evropy.
| Počet | Muži                    | Ženy                          | Sportovní dvojice                           | Taneční páry                                        |
| ----- | ----------------------- | ----------------------------- | ------------------------------------------- | --------------------------------------------------- |
| 3     | Rusko Česko Francie     | Itálie Rusko                  | Německo Rusko                               | Rusko Francie                                       |
| 2     | Španělsko Itálie Belgie | Finsko Gruzie Švédsko Francie | Itálie Francie Spojené království Bělorusko | Itálie Spojené království Německo Litva Ázerbájdžán |

## Mediální pokrytí
Mistrovství Evropy vysílal veřejnoprávní program ČT sport. Komentoval jej Miroslav Langer.

## Výsledky

### Muži
V krátkém programu zvítězil Francouz Florent Amodio. Ve volné jízdě jej předstihl Španěl Javier Fernández a získal premiérový titul mistra Evropy.
| Pořadí                                   | Jméno                 | Stát               | Celkové hodnocení | Krátký program | Krátký program | Volná jízda | Volná jízda |
| ---------------------------------------- | --------------------- | ------------------ | ----------------- | -------------- | -------------- | ----------- | ----------- |
| 1.                                       | Javier Fernández      | Španělsko          | 274.87            | 2              | 88.80          | 1           | 186.07      |
| 2.                                       | Florent Amodio        | Francie            | 250.53            | 1              | 89.82          | 3           | 160.71      |
| 3.                                       | Michal Březina        | Česko              | 243.52            | 4              | 79.84          | 2           | 163.68      |
| 4.                                       | Brian Joubert         | Francie            | 232.47            | 3              | 83.93          | 5           | 148.54      |
| 5.                                       | Maxim Kovtun          | Rusko              | 226.57            | 7              | 74.46          | 4           | 152.11      |
| 6.                                       | Alexandr Majorov      | Švédsko            | 211.88            | 8              | 74.29          | 6           | 137.59      |
| 7.                                       | Sergej Voronov        | Rusko              | 210.18            | 5              | 78.38          | 7           | 131.80      |
| 8.                                       | Viktor Pfeifer        | Rakousko           | 194.77            | 10             | 67.34          | 9           | 127.43      |
| 9.                                       | Chafik Besseghier     | Francie            | 189.67            | 11             | 66.93          | 10          | 122.74      |
| 10.                                      | Peter Liebers         | Německo            | 187.96            | 17             | 56.67          | 8           | 131.29      |
| 11.                                      | Tomáš Verner          | Česko              | 177.41            | 9              | 68.99          | 19          | 108.42      |
| 12.                                      | Kim Lucine            | Monako             | 175.61            | 12             | 63.27          | 16          | 112.34      |
| 13.                                      | Pavel Ignatěnko       | Bulharsko          | 171.18            | 14             | 58.38          | 15          | 112.80      |
| 14.                                      | Alexej Byčenko        | Izrael             | 171.12            | 18             | 56.42          | 12          | 114.70      |
| 15.                                      | Jakov Godoroža        | Ukrajina           | 170.29            | 15             | 57.44          | 14          | 112.85      |
| 16.                                      | Javier Raya           | Španělsko          | 169.58            | 19             | 54.21          | 11          | 115.37      |
| 17.                                      | Viktor Romaněnkov     | Estonsko           | 167.98            | 13             | 59.66          | 20          | 108.32      |
| 18                                       | Zoltán Kelemen        | Rumunsko           | 166.33            | 16             | 57.44          | 18          | 109.89      |
| 19.                                      | Maciej Cieplucha      | Polsko             | 167.29            | 23             | 52.84          | 13          | 114.45      |
| 20.                                      | Stéphane Walker       | Švýcarsko          | 163.11            | 24             | 50.93          | 17          | 112.18      |
| 21.                                      | Justus Strid          | Dánsko             | 160.08            | 22             | 53.14          | 21          | 106.94      |
| 22.                                      | Manol Atanassov       | Bulharsko          | 133.21            | 21             | 53.58          | 22          | 79.63       |
| odstoupili ze soutěže před volnou jízdou |                       |                    |                   |                |                |             |             |
| 23.                                      | Jevgenij Pljuščenko   | Rusko              |                   | 6              | 74.82          |             |             |
| 24                                       | Pavel Kaška           | Česko              |                   | 20             | 53.76          |             |             |
| nekvalifikovali se do volných jízd       |                       |                    |                   |                |                |             |             |
| 25.                                      | Paolo Bacchini        | Itálie             |                   | 25             | 50.68          |             |             |
| 26.                                      | Valtter Virtanen      | Finsko             |                   | 26             | 48.41          |             |             |
| 27.                                      | Harry Mattick         | Spojené království |                   | 27             | 48.08          |             |             |
| 28                                       | Saulius Ambrulevičius | Litva              |                   | 28             | 43.85          |             |             |
| 29.                                      | Ali Demirboga         | Turecko            |                   | 29             | 43.47          |             |             |
| 30.                                      | Paul Parkinson        | Itálie             |                   | 30             | 40.35          |             |             |

### Ženy
Do krátkého programu nastoupilo třicet šest závodnic, z nichž si dvacet čtyři nejlepších zajistilo postup do volných jízd. Vítězkou krátkého programu se stala Ruska Adelina Sotnikovová, která náskok neudržela a skončila na celkovém druhém místě. Mistryní Evropy se popáté stala Italka Carolina Kostnerová, která ovládla volné jízdy.
| Pořadí                             | Jméno                            | Stát               | Celkové hodnocení | Krátký program | Krátký program | Volná jízda | Volná jízda |
| ---------------------------------- | -------------------------------- | ------------------ | ----------------- | -------------- | -------------- | ----------- | ----------- |
| 1.                                 | Carolina Kostnerová              | Itálie             | 194.71            | 2              | 64.19          | 2           | 130.52      |
| 2.                                 | Adelina Sotnikovová              | Rusko              | 193.99            | 1              | 67.61          | 3           | 126.38      |
| 3.                                 | Jelizaveta Tuktamyševová         | Rusko              | 188.85            | 4              | 57.18          | 1           | 131.67      |
| 4.                                 | Valentina Marcheiová             | Itálie             | 171.06            | 3              | 58.22          | 4           | 112.84      |
| 5.                                 | Viktoria Helgessonová            | Švédsko            | 155.72            | 6              | 54.77          | 7           | 100.95      |
| 6.                                 | Nikol Gosvijaniová               | Rusko              | 154.41            | 12             | 50.92          | 5           | 103/49      |
| 7.                                 | Sonia Lafuenteová                | Španělsko          | 152.29            | 11             | 51.07          | 6           | 101.22      |
| 8.                                 | Joshi Helgessonová               | Švédsko            | 150.40            | 5              | 55.04          | 9           | 95.36       |
| 9.                                 | Nathalie Weinzierlová            | Německo            | 147.52            | 8              | 52.28          | 10          | 95.42       |
| 10.                                | Maé Bérénice Méitéová            | Francie            | 147.14            | 13             | 50.79          | 8           | 96.35       |
| 11.                                | Lénaëlle Gilleron-Gorryová       | Francie            | 143.74            | 7              | 53.32          | 14          | 90.42       |
| 12.                                | Kerstin Franková                 | Rakousko           | 143.56            | 15             | 49.60          | 12          | 93.96       |
| 13.                                | Jelena Glebovová                 | Estonsko           | 143.45            | 9              | 51.90          | 13          | 91.55       |
| 14.                                | Elene Gedevanišviliová           | Gruzie             | 142.71            | 16             | 48.75          | 11          | 93.96       |
| 15.                                | Monika Simančíková               | Slovensko          | 137.47            | 14             | 50.27          | 15          | 87.20       |
| 16.                                | Anita Madsenová                  | Dánsko             | 133.35            | 17             | 47.97          | 16          | 85.38       |
| 17.                                | Juulia Turkkilová                | Finsko             | 130.79            | 10             | 51.47          | 21          | 79.32       |
| 18.                                | Kaat Van Daeleová                | Belgie             | 130.00            | 17             | 47.18          | 18          | 82.82       |
| 19.                                | Natalia Popovová                 | Ukrajina           | 128.54            | 24             | 45.60          | 17          | 82.94       |
| 20.                                | Tina Stuerzingerová              | Švýcarsko          | 128.38            | 22             | 45.73          | 19          | 82.65       |
| 21.                                | Jenna McCorkellová               | Spojené království | 126.98            | 19             | 47.17          | 20          | 79.81       |
| 22.                                | Anne Line Gjersemová             | Norsko             | 124.48            | 23             | 45.72          | 22          | 78.76       |
| 23                                 | Sıla Saygıová                    | Turecko            | 119.27            | 21             | 46.17          | 23          | 73.10       |
| 24.                                | Fleur Maxwellová                 | Lucembursko        | 113.01            | 20             | 46.66          | 24          | 66.35       |
| nekvalifikovaly se do volných jízd |                                  |                    |                   |                |                |             |             |
| 25.                                | Anna Afoňkonová                  | Bulharsko          |                   | 25             | 44.89          |             |             |
| 26.                                | Alīna Fjodorovová                | Lotyšsko           |                   | 26             | 44.87          |             |             |
| 27.                                | Roberta Rodeghierová             | Itálie             |                   | 27             | 44.71          |             |             |
| 28.                                | Patricia Gleščičová              | Slovinsko          |                   | 28             | 43.36          |             |             |
| 29.                                | Alisa Mikonsaariová              | Finsko             |                   | 29             | 41.34          |             |             |
| 30.                                | Eliška Březinová                 | Česko              |                   | 30             | 40.98          |             |             |
| 31.                                | Inga Janulevičiūtėová            | Litva              |                   | 31             | 35.53          |             |             |
| 32.                                | Michelle Couwenbergová           | Nizozemsko         |                   | 32             | 35.28          |             |             |
| 33.                                | Isabella Schuster-Velissariouová | Řecko              |                   | 33             | 35.09          |             |             |
| 34.                                | Sabina Măriuţăová                | Rumunsko           |                   | 34             | 33.89          |             |             |
| 35.                                | Mirna Librićová                  | Chorvatsko         |                   | 35             | 33.73          |             |             |
| 36.                                | Kristina Zacharenková            | Bělorusko          |                   | 36             | 31.73          |             |             |

### Sportovní dvojice
Ruská sportovní dvojice Tatiana Volosožarová a Maxim Traňkov získala druhý titul mistra Evropy v řadě.
| Pořadí | Dvojice                                   | Stát               | Celkové hodnocení | Krátký program | Krátký program | Volná jízda | Volná jízda |
| ------ | ----------------------------------------- | ------------------ | ----------------- | -------------- | -------------- | ----------- | ----------- |
| 1.     | Tatiana Volosožarová / Maxim Traňkov      | Rusko              | 212.45            | 1              | 73.23          | 1           | 139.22      |
| 2.     | Aljona Savčenková / Robin Szolkowy        | Německo            | 205.24            | 2              | 70.21          | 2           | 135.03      |
| 3.     | Stefania Bertonová / Ondřej Hotárek       | Itálie             | 187.45            | 3              | 64.28          | 3           | 123.17      |
| 4.     | Vanessa Jamesová / Morgan Ciprès          | Francie            | 178.81            | 4              | 59.27          | 4           | 119.54      |
| 5.     | Juko Kavagutiová / Alexandr Smirnov       | Rusko              | 175.48            | 5              | 56.20          | 5           | 119.28      |
| 6.     | Xenia Stolbovová / Fjodor Klimov          | Rusko              | 167.23            | 8              | 53.70          | 6           | 113.53      |
| 7.     | Daria Popovová / Bruno Massot             | Francie            | 157.12            | 7              | 53.75          | 7           | 103.37      |
| 8.     | Mari Vartmannová / Aaron Van Cleave       | Německo            | 141.79            | 6              | 55.14          | 10          | 86.65       |
| 9      | Nicole Della Monicaová / Matteo Guarise   | Itálie             | 140.89            | 9              | 47.26          | 8           | 93.63       |
| 10.    | Stacey Kempová / David King               | Spojené království | 131.51            | 10             | 45.39          | 11          | 86.12       |
| 11.    | Julia Lavrentěvová / Jurij Rudik          | Ukrajina           | 128.79            | 11             | 41.66          | 9           | 87.13       |
| 12.    | Jelizaveta Makarovová / Leri Kenchadze    | Bulharsko          | 115.96            | 13             | 37.15          | 12          | 78.81       |
| 13.    | Stina Martiniová / Severin Kiefer         | Rakousko           | 112.29            | 12             | 39.07          | 13          | 73.22       |
| 14.    | Marija Poljakovová / Nikita Bočkov        | Bulharsko          | 103.13            | 14             | 37.06          | 14          | 66.07       |
| 15.    | Magdalena Klatková / Radosław Chruściński | Polsko             | 99.65             | 15             | 34.73          | 15          | 64.92       |

### Taneční páry
V krátkém tanci trimfovala dvojice Jekatěrina Bobrovová a Dmitrij Solovjov, která také získala titul mistra Evropy.
| Pořadí                       | Pár                                        | Stát               | Celkové hodnocení | Krátký tanec | Krátký tanec | Volný tanec | Volný tanec |
| ---------------------------- | ------------------------------------------ | ------------------ | ----------------- | ------------ | ------------ | ----------- | ----------- |
| 1.                           | Jekatěrina Bobrovová / Dmitrij Solovjov    | Rusko              | 169.25            | 1            | 69.42        | 2           | 99.83       |
| 2.                           | Jelena Ilinychová / Nikita Kacalapov       | Rusko              | 169.14            | 2            | 68.98        | 1           | 100.16      |
| 3.                           | Anna Cappelliniová / Luca Lanotte          | Itálie             | 165.80            | 3            | 66.53        | 3           | 99.27       |
| 4.                           | Jekatěrina Rjazanovová / Ilja Tkačenko     | Rusko              | 157.77            | 4            | 64.52        | 4           | 93.25       |
| 5.                           | Penny Coomesová / Nicholas Buckland        | Spojené království | 152.95            | 6            | 60.59        | 5           | 92.36       |
| 6.                           | Nelli Žiganšinová / Alexander Gazsi        | Německo            | 147.28            | 7            | 60.08        | 6           | 87.20       |
| 7.                           | Julija Zlobinová / Alexej Sitnikov         | Ázerbájdžán        | 144.83            | 5            | 60.93        | 10          | 83.90       |
| 8.                           | Tanja Kolbeová / Stefano Caruso            | Německo            | 142.54            | 9            | 56.54        | 7           | 86.00       |
| 9.                           | Charlène Guignardová / Marco Fabbri        | Itálie             | 142.48            | 8            | 57.63        | 8           | 84.85       |
| 10.                          | Pernelle Carronová / Lloyd Jones           | Francie            | 140.00            | 10           | 55.85        | 9           | 84.15       |
| 11.                          | Irina Štorková / Taavi Rand                | Estonsko           | 132.90            | 14           | 50.51        | 11          | 82.39       |
| 12.                          | Siobhan Heekin-Canedyová / Dmitrij Duň     | Ukrajina           | 129.36            | 11           | 53.58        | 13          | 75.78       |
| 13.                          | Alisa Agafonová / Alper Uçar               | Turecko            | 127.59            | 12           | 50.79        | 12          | 76.80       |
| 14.                          | Lucie Myslivečková / Neil Brown            | Česko              | 124.62            | 13           | 50.52        | 15          | 74.10       |
| 15.                          | Sara Hurtadoová / Adrià Díaz               | Španělsko          | 124.26            | 15           | 49.32        | 14          | 74.94       |
| 16.                          | Zsuzsanna Nagyová / Máté Fejes             | Maďarsko           | 117.60            | 16           | 48.48        | 17          | 69.12       |
| 17.                          | Federica Testová / Lukáš Csölley           | Slovensko          | 114.62            | 19           | 44.83        | 16          | 69.79       |
| 18.                          | Ramona Elsenerová / Florian Roost          | Švýcarsko          | 113.79            | 17           | 45.09        | 18          | 68.20       |
| 19.                          | Olesia Karmiová / Max Lindholm             | Finsko             | 110.92            | 20           | 44.29        | 19          | 66.63       |
| 20.                          | Angelina Teleginová / Otar Japaridze       | Gruzie             | 107.26            | 18           | 44.94        | 20          | 62.32       |
| nepostoupili do volných jízd |                                            |                    |                   |              |              |             |             |
| 21.                          | Alexandra Zvoryginová / Maciej Bernadowski | Polsko             |                   | 21           | 44.25        |             |             |
| 22.                          | Charlotte Aikenová / Josh Whidborne        | Spojené království |                   | 22           | 41.83        |             |             |
| 23.                          | Kira Geilová / Tobias Eisenbauer           | Rakousko           |                   | 23           | 40.88        |             |             |
| 24.                          | Lesja Voloděnkovová / Vitalij Vakunov      | Bělorusko          |                   | 24           | 36.60        |             |             |
| 25.                          | Sarah Cowardová / Georgi Kenchadze         | Bulharsko          |                   | 25           | 34.16        |             |             |
| odstoupili ze soutěže        |                                            |                    |                   |              |              |             |             |
|                              | Allison Reedová / Vasilij Rogov            | Izrael             |                   |              |              |             |             |

## Medailové pořadí

### Pořadí národů
| Pořadí | Země      | Zlato | Stříbro | Bronz | Celkově |
| 1.     | Rusko     | 2     | 2       | 1     | 5       |
| 2.     | Itálie    | 1     | 0       | 2     | 3       |
| 3.     | Španělsko | 1     | 0       | 0     | 1       |
| 4.     | Německo   | 0     | 1       | 0     | 1       |
| 4.     | Francie   | 0     | 1       | 0     | 1       |
| 6.     | Česko     | 0     | 0       | 1     | 1       |

### Medailisté
| Soutěž            | Zlato                                 | Stříbro                            | Bronz                           |
| Muži              | Javier Fernández                      | Florent Amodio                     | Michal Březina                  |
| Ženy              | Carolina Kostnerová                   | Adelina Sotnikovová                | Jelizaveta Tuktamyševová        |
| Sportovní dvojice | Tatiana Volosožarová Maxim Traňkov    | Aljona Savčenková Robin Szolkowy   | Stefania Berton Ondřej Hotárek  |
| Taneční páry      | Jekatěrina Bobrovová Dmitrij Solovjov | Jelena Ilinychová Nikita Kacalapov | Anna Cappelliniová Luca Lanotte |